# Luotuo Xianwu
Luotuo Xianwu (xinès tradicional: 駱駝獻舞, xinès simplificat: 骆驼献舞, pinyin: Luòtuo Xiànwǔ, literalment 'La dansa del camell', traduït alternativament com Camell presentant una dansa) és un curtmetratge d'animació xinés en blanc i negre fet l'any 1935 per tres dels germans Wan. Es considera la primera animació sonora en la història de la Xina.

## Història
Es creu que el segment és una mostra tecnològica del so d'un clip d'animació. Es desconeix si el so consistia només en música o si contenia paraules reals pronunciades.